# New romantic
La musica new romantic è un particolare sottogenere della musica new wave e synthpop che cominciò a svilupparsi nei primi anni ottanta, principalmente in Gran Bretagna e in particolare tra i frequentatori dei club londinesi Billy's e The Blitz.
Il movimento new romantic, ispirandosi a David Bowie e Roxy Music, di cui non ha tratto solo le caratteristiche visive come il trucco vistoso e vestiti in stile ma anche le loro caratteristiche musicali, ne ha generato una forma più diretta (sintetizzata e ballabile), introducendo il pop che era destinato a diventare una vera tendenza negli anni ottanta, questi ultimi soprannominati anni della generazione new romantic.
I Duran Duran, gli Spandau Ballet e i Visage furono i primi gruppi ad esser definiti new romantic, uno stile di musica basato molto sull'orecchiabilità di canzoni dai testi e dalla musica spesso malinconici e introspettivi. Scomparsa verso il 1987, la new romantic ha avuto un sussulto di rinascita a metà degli anni novanta.

## Principali interpreti new romantic
- ABC
- Duran Duran
- A Flock of Seagulls
- The Human League
- The Smiths
- Japan
- Orchestral Manoeuvres in the Dark
- Soft Cell
- Spandau Ballet
- Visage
- Culture Club
- The Lotus Eaters
- Classix Nouveaux
- Adam & the Ants
- Fashiøn
- Associates
- The Blow Monkeys
- Heaven 17
- Naked Eyes
- Gary Numan
- Talk Talk
- Ultravox
- Furniture
- Kajagoogoo
- Limahl
- Eurythmics
- Tears for Fears
- Scritti Politti

## Curiosità
- Il termine new romantic è contenuto nella strofa della canzone Planet Earth (1981) dei Duran Duran: "Like some new romantic looking for the TV sound".
- Una canzone contenuta nella deluxe version di 1989, l'album multiplatino della cantautrice statunitense Taylor Swift, si chiama New Romantics.